# Kensington Park
Kensington Park és una concentració de població designada pel cens dels Estats Units a l'estat de Florida. Segons el cens del 2000 tenia 3.720 habitants.

## Demografia
Segons el cens del 2000, Kensington Park tenia 3.720 habitants, 1.567 habitatges, i 1.024 famílies. La densitat de població era de 1.063,9 habitants/km².
Dels 1.567 habitatges en un 25,4% hi vivien nens de menys de 18 anys, en un 50,5% hi vivien parelles casades, en un 11% dones solteres, i en un 34,6% no eren unitats familiars. En el 27,2% dels habitatges hi vivien persones soles el 15,3% de les quals corresponia a persones de 65 anys o més que vivien soles. El nombre mitjà de persones vivint en cada habitatge era de 2,37 i el nombre mitjà de persones que vivien en cada família era de 2,88.
Per edats la població es repartia de la següent manera: un 21,6% tenia menys de 18 anys, un 5,2% entre 18 i 24, un 28,6% entre 25 i 44, un 22,2% de 45 a 60 i un 22,4% 65 anys o més.
L'edat mediana era de 41 anys. Per cada 100 dones de 18 o més anys hi havia 86,9 homes.
La renda mediana per habitatge era de 41.090 $ i la renda mediana per família de 48.981 $. Els homes tenien una renda mediana de 29.235 $ mentre que les dones 27.950 $. La renda per capita de la població era de 21.990 $. Entorn del 6,2% de les famílies i el 10% de la població estaven per davall del llindar de pobresa.

## Poblacions més properes
El següent diagrama mostra les poblacions més properes.